# Gołąbek krwisty

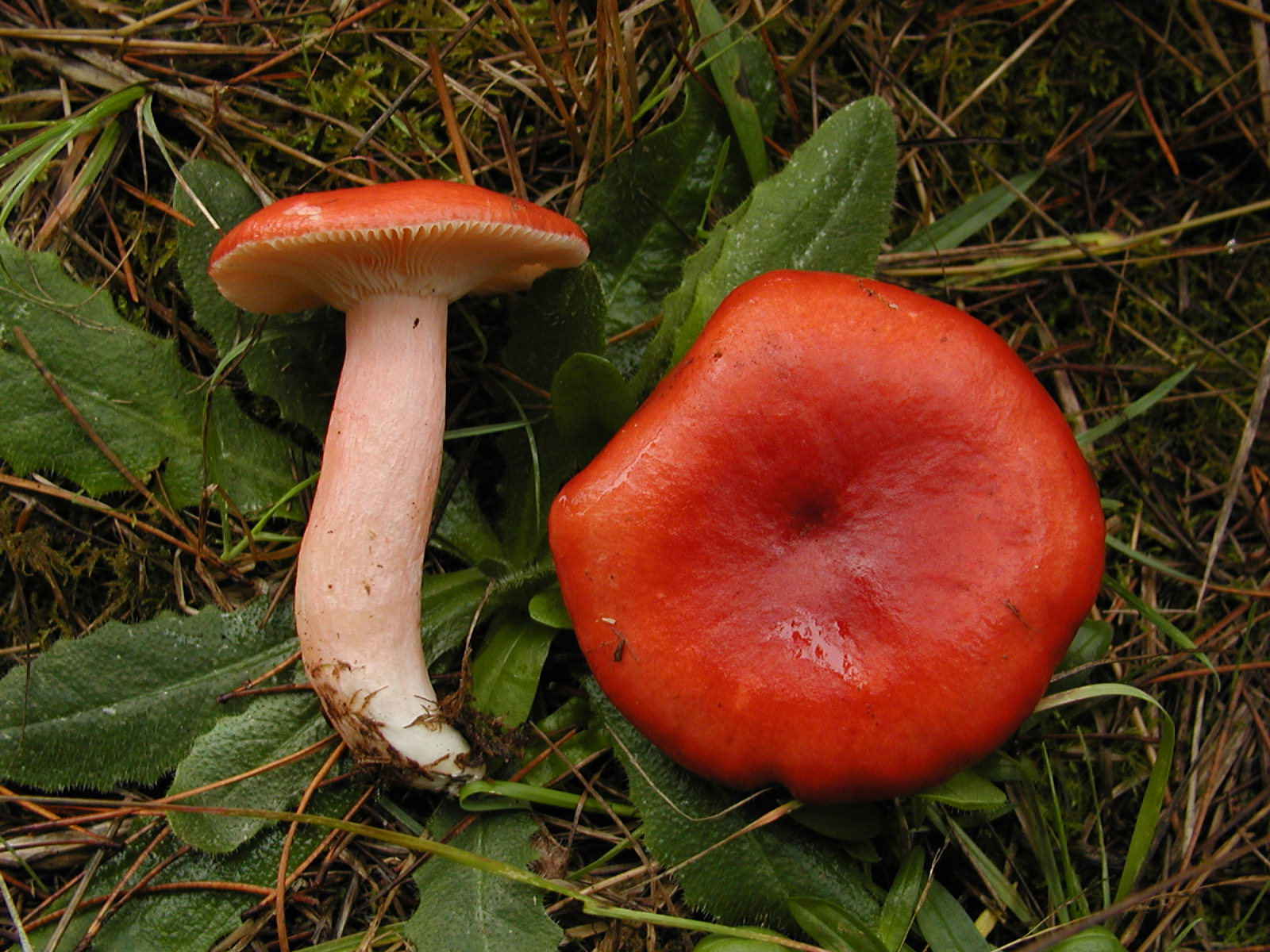

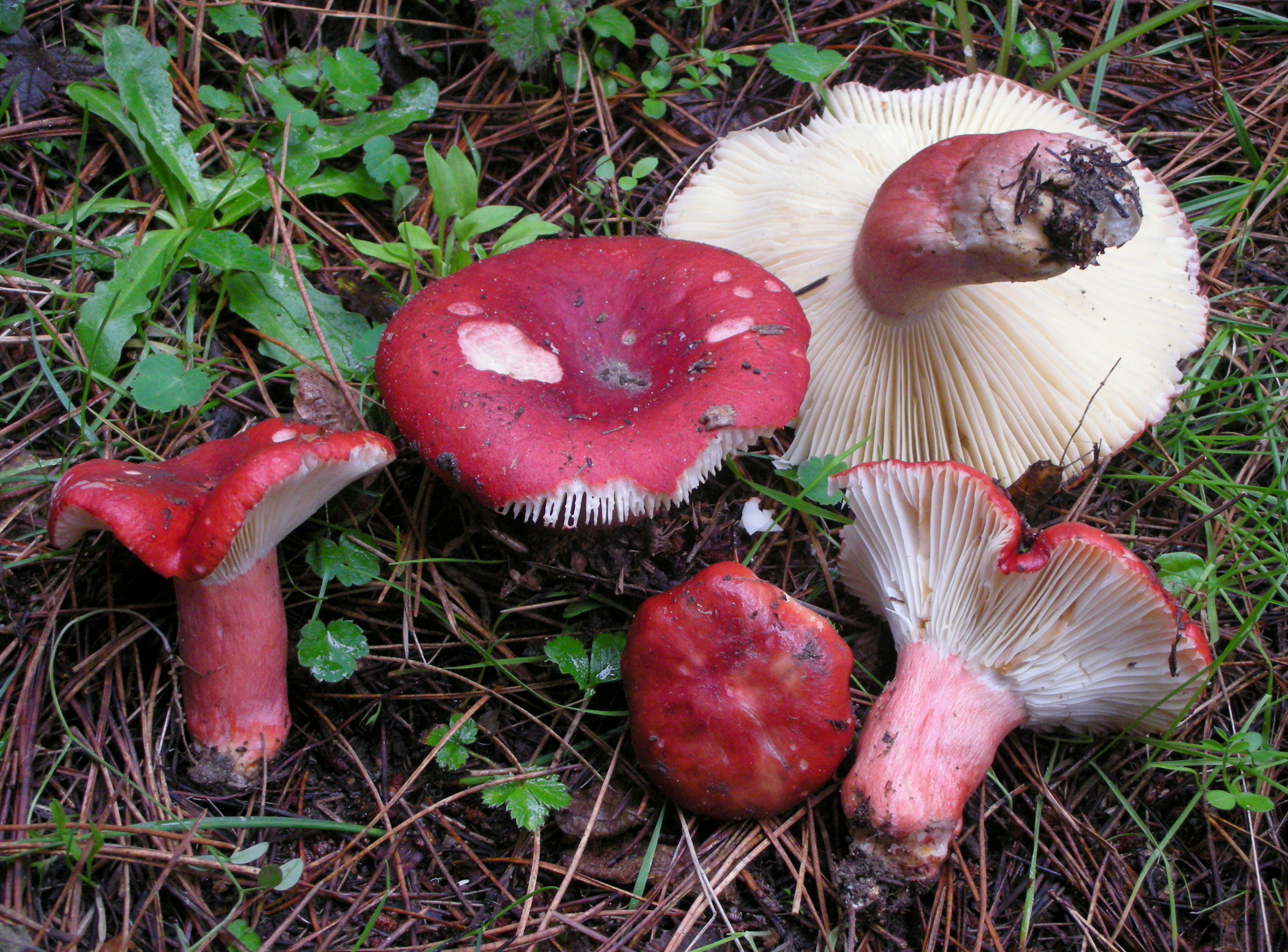

Gołąbek krwisty (Russula sanguinea Fr.) – gatunek grzybów należący do rodziny gołąbkowatych (Russulaceae).

## Systematyka i nazewnictwo
Pozycja w klasyfikacji według Index Fungorum: Russula, Russulaceae, Russulales, Incertae sedis, Agaricomycetes, Agaricomycotina, Basidiomycota, Fungi.
Po raz pierwszy zdiagnozował go w 1838 r. Elias Fries, na podstawie opisu J.B.F. Bulliarda z 1787 r. i nadana przez niego nazwa naukowa jest aktualna. Synonimy:
- Agaricus sanguineus Bull. 1781
- Russula sanguinea f. bianca Cetto 1991
- Russula sanguinea f. umbonata Britzelm. 1897

Polską nazwę podała Alina Skirgiełło w 1991 r. (dla naukowej nazwy Russula rhodopoda Zvára 1928)

## Morfologia
Kapelusz
Średnica 3,7–10 cm, 3,7–10 cm, mięsisty, nawet twardy, początkowo wypukły, następnie rozpłaszczający się i często wgłębiony w środku, rzadziej spodkowaty lub z małym garbkiem. Brzeg początkowo mniej lub bardziej ostry, później bardziej okrągły, czasem lekko falisty, ale najczęściej regularny, na ogół gładki, tylko o starych okazów nieco prążkowany i zawsze niepozornie. Powierzchnia krwistoczerwona, ciemnofioletowa lub różowoczerwona, ze środkiem czasami ciemniejszym, do brązowogranatowego, mniej lub bardziej blednąca, często białawo cętkowana lub z ochrową plamką pośrodku, ale rzadko cała biała lub brudnobiała. Skórka daje się odedrzeć tylko na brzegu, ale gdzie indziej silnie przylega, jest słabo lepka i trochę błyszcząca tylko pw stanie wilgotnym, ale szybko wysycha i staje się i matowa, drobno pomarszczona, pod lupą z małymi guzkami lub plamkami.
Blaszki
U młodych okazów dość gęste, u starszych dość rzadkie lub rzadkie, często z kilkoma blaszeczkami, na ogół z dość licznymi rozwidleniami, o szerokości 2–6 mm (czasami mniej niż grubość miąższu!), początkowo białawe, następnie blado ochrowokremowe, kremowe z jasnożółtym odcieniem, często po zgnieceniu po dość długim czasie zmieniają barwę na żółtą, czasem z różowawym lub czerwonawym brzegiem w pobliżu ostrzy.
Trzon
Wysokość (2)4–7 cm, grubość 0,8–23 cm, mocny, niemal cylindryczny, rzadziej u dołu nieco zwężony lub pogrubiony, czasem nieco wrzecionowaty, długi, pełny i nie gąbczasty, ale w starszym wieku mogą pojawiać się w nim puste komory. Jest oprószony i gęsto podłużnie pomarszczony. Powierzchnia zazwyczaj różowa lub różowoczerwona, jaspisoworóżowa, winnopomarańczowa, często o intensywniejszym zabarwieniu u dołu niż u góry, czasem u starszych okazów lub po dotknięciu żółto lub szafranowożółtobrązowa, rzadziej całkowicie biała.
Miąższ
W środku gruby, ale przy brzegu mocno przerzedzony, jędrny, a nawet twardy, potem nieco kruchy, biały, tylko pod skórką różowy (szczególnie w stanie wilgotnym), czasami z tendencją do odcienia żółtawego lub z rdzawożółtymi plamami. Ma słaby i nietypowy zapach owocowy, smak dość zmienny, mniej lub bardziej cierpki (nigdy mocny), także mniej lub bardziej gorzki. W gwajakolu zmienia barwę na jasnoniebieską, dość szybko ciemniejącą, z amoniakiem reaguje bardzo słabo, ale czasami z przelotnym różowym efektem w stanie świeżym.
Wysyp zarodników
Bladoochrowy.
Cechy mikroskopowe
Podstawki 40–55 × 9–12 µm. Bazydiospory 710 × 6,5–8, o kształcie od szeroko owalnych do odwrotnie jajowatych, pokryte dość licznymi, ostrymi, amyloidalnymi brodawkami połączonymi bardzo nielicznymi, delikatnymi łącznikami. Łysinka wyraźna. Cystydy wrzecionowate, często z mniej lub bardziej ostrym kończykiem, 60–120 × 10–12 µm, bardzo silnie reagujące z sulfowaniliną. W skórce są główkowate, liczne dermatocystydy, pod skórką liczne przewody mleczne i strzępki zawierające w wakuolach czarny barwnik.

## Występowanie i siedlisko
Występuje w Ameryce Północnej, Europie, Azji i Australii. Najwięcej stanowisk podano w Europie i jest tutaj szeroko rozprzestrzeniony. W Polsce do 2003 r. podano kilkanaście stanowisk, w późniejszych latach podano następne. Jest dość częsty. Aktualne stanowiska podaje także internetowy atlas grzybów. Znajduje się w nim na liście gatunków zagrożonych i wartych objęcia ochroną.
Naziemny grzyb mykoryzowy, występujący w trawiastych lasach iglastych, głównie sosnowych, ale także w lasach mieszanych z udziałem sosny